# Maria Anna Victoria de Bavaria
Maria Anna Victoria de Bavaria (28 noiembrie 1660, München - 20 aprilie 1690, Versailles), a fost Delfină a Franței. Era cunoscută și ca Delfina Victoria sau Marea Delfină. Numele complet era Maria Anna Christine Victoria von Wittelsbach. Este strămoașa Prințului Henri, Conte de Paris, pretendent orleanist la tronul Franței, a monarhilor: Juan Carlos I al Spaniei, Albert al II-lea al Belgiei, Henri, Mare Duce de Luxembourg și a pretendentului la tronul Italiei, Vittorio Emanuele, Prinț de Neapole.

## Primii ani
Era fiica mai mare a lui Ferdinand Maria, Elector de Bavaria și a soției sale Adelaide Henriette de Savoia. Bunicii materni erau Victor Amadeus I, Duce de Savoia și Christine Marie a Franței. Christine Marie era a doua fiică a lui Henric al IV-lea al Franței și a Mariei de Medici.
Născută la München în Germania de astăzi, Maria Anna a fost logodită cu Delfinul Franței în 1668, la vârsta de opt ani. S-a acordat o atenție specială educației ei; știa să vorbească câteva limbi străine: franceza, italiana, latina. S-a spus că a aștepta cu nerăbdare  să devină Delfină a Franței. Maria Anna a fost foarte apropiată de mama ei care a murit în 1676. 
Frații Mariei Ana erau: Violante de Bavaria, viitoarea soție a lui Ferdinando de' Medici și viitorul Maximilian al II-lea Emanuel, Elector de Bavaria.
Înainte de căsătoria cu Ludovic, a avut loc o ceremonie la München la 28 ianuarie 1680; cuplul s-a întâlnit pentru prima dată la 7 martie 1680 la Châlons-sur-Marne. A fost prima Delfină a Franței de la Maria Stuart care s-a căsătorit cu Francisc al II-lea al Franței în 1558. 

## Căsătoria

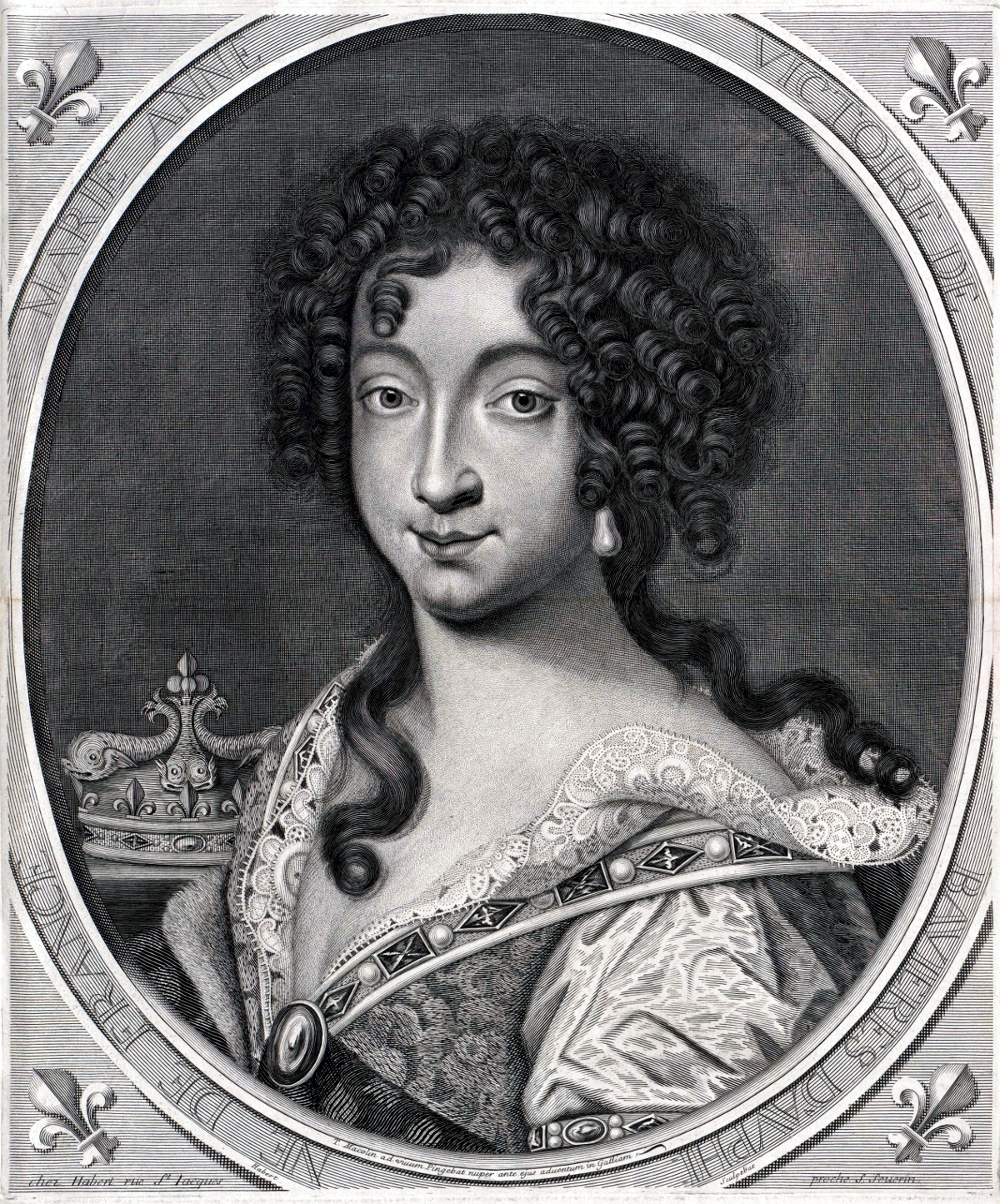
Maria Anna Christina Victoria de Bavaria, Delfină a Franței, în anul căsătoriei, 1680.

S-a căsătorit cu Ludovic, Monseigneur, fiul și moștenitorul lui Ludovic al XIV-lea al Franței, la 7 martie 1680 la Chalons-sur-Marne.
După căsătorie, a luat rangul soțului ei care era Fils de France (Fiu al Franței); formula de adresare la curte era  Madame la Dauphine.
Când a ajuns în Franța, a făcut o impresie excelentă cu buna ei franceză. La întâmpinarea ei la Strasbourg atunci când lumea i s-a adresat în germană, ea i-a întrerupt spunând Messieurs, parlez-moi français !. (Un secol mai târziu, în același loc, o altă Delfină, austriacă de data asta, arhiducesa Maria Antoaneta a răspuns în același fel). Totuși, impresia generală asupra înfățișării ei nu era prea bună; a fost descrisă ca fiind "teribil de urâtă". Alții au spus că poate nu este o frumusețe însă are farmec personal.
De la sosirea în Franța, rangul său o situa pe poziția a doua de la Curte, după soacra sa, regina Maria Tereza a Spaniei. Regina a murit în iulie 1683 iar Maria Ana a devenit personajul feminin cel mai important, cu rangul cel mai mare din regat și a primit apartamentele reginei. Regele se aștepta să îndeplinească funcțiile primei doamne de la Curte însă starea sa de sănătate n-a lăsat-o să-și îndeplinească datoria.

Soțul ei a avut metrese iar ea a trăit izolată în apartamentele ei unde vorbea cu prietenii ei în germană, limbă pe care soțul ei n-o înțelegea. A fost apropiată de Elizabeth Charlotte, Prințesă Palatină, care era a doua soție a lui Filip, care era fratele mai mic al regelui Ludovic al XIV-lea.
A suferit pentru că nu era frumoasă la o Curte unde frumusețea era foarte importantă, lucru care a deprimat-o. A murit în 1690 și a fost înmormântată la biserica St Denis.

## Copii
| Nume                                 | Portret | Date                                           | Note |  |
| ------------------------------------ | ------- | ---------------------------------------------- | --- |  |
| Ludovic al Franței Delfin al Franței |         | 16 august 1682 - 18 februarie 1712 (29 de ani) | Născut la Versailles, a deținut titlurile de Duce de Burgundia și Delfin al Franței; s-a căsătorit cu Marie-Adélaïde de Savoia iar fiul său a devenit rege al Franței sub numele Ludovic al XV-lea.                                                  |  |
| Filip al Franței Rege al Spaniei     |         | 19 decembrie 1683 - 9 iulie 1746 (62 de ani)   | Născut la Versailles, a deținut titlul de Duce de Anjou; s-a căsătorit prima dată cu Maria Louisa de Savoia cu care a avut patru fii; a doua oară s-a căsătorit cu Elisabeta de Parma cu care a avut șapte copii. În 1724 a devenit rege al Spaniei. |  |
| Charles al Franței                   |         | 31 iulie 1686 - 5 mai 1714 (27 de ani)         | Născut la Versailles, a deținut titlul de Duce deBerry; s-a căsătorit cu verișoara sa primară Marie Louise Élisabeth de Orléans; au avut copii însă nu au supraviețuit vârstei de un an.                                                             |  |